# Quentin Stoudmann
Quentin Stoudmann (* 22. Januar 1992) ist ein Schweizer Wasserspringer. Er startet für den Verein Lausanne Natation im Kunstspringen vom 1-m- und 3-m-Brett und zusammen mit Andrea Aloisio im 3-m-Synchronspringen.
Stoudmann begann im Alter von neun Jahren mit dem Wasserspringen und gehört seit dem Jahr 2004 zum Schweizer Nationalkader. Zwei Jahre später nahm er an der Junioren-Europameisterschaft und damit an seiner ersten internationalen Meisterschaft teil, verpasste jedoch die Teilnahme an einem Final. Bei der Junioren-Europameisterschaft im folgenden Jahr 2007 gelangen ihm erste Erfolge, er erreichte Rang neun vom 3-m-Brett und Rang sechs vom 10-m-Turm.
Sein erster internationaler Wettkampf im Erwachsenenbereich war die Europameisterschaft 2010 in Budapest. Er verpasste vom 3-m-Brett und 10-m-Turm jeweils den Einzug in den Final und errang im 3-m-Synchronspringen mit Aloisio Rang 12. Bei internationalen Wettkämpfen startete Stoudmann fortan nur noch im Kunst- und nicht mehr im Turmspringen. Im folgenden Jahr nahm er an der Europameisterschaft in Turin teil, im Einzel vom 1-m- und 3-m-Brett verpasste er erneut den Einzug in einen Final und landete mit Stoudmann im 3-m-Synchronspringen auf Rang elf.
Stoudmann gewann seit dem Jahr 2007 zahlreiche nationale Meistertitel.